# ピーター・シフ

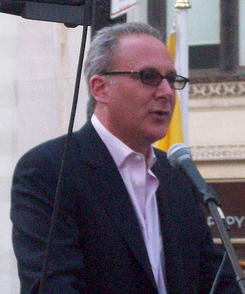
ピーター・シフ

ピーター・シフ（Peter Schiff, 1964年 - ）は、アメリカの経済評論家、著作者、株式仲介者であり、現在ユーロ・パシフィック・キャピタル社（コネチカット州ダリエンに拠点を置く公的認可済証券仲介会社）の社長を務めている。
シフは、アメリカ経済に対する弱気の見解と、2008年の経済危機を予言したことで広く知られている。そして彼の著書「Crash Proof: How to Profit From the Coming Economic Collapse」（崩壊の証明―来たるべき経済崩壊の時にどうやって利益を得るのか―）によって、一躍メディアでの知名度を上げた。
著書の他に、CNBC、CNN、CNNインターナショナル、FOXニュース、ブルームバーグテレビジョン、FOXビジネスといったアメリカの経済ニュース番組に頻繁に出演していることでも知名度を高めている。これらの番組では、通常、アメリカ経済に対して楽観的（強気）な立場をとる評論家に対照させるための、悲観的（弱気）立場としてキャスティングされている。彼はまた、「ウォール・ストリートを読み解く」というインターネット・短波放送、及びポッドキャストの生放送ラジオ番組を持っている。
シフは、オーストリア学派やルートヴィッヒ・フォン・ミーゼス協会の支持者であり、ロン・ポールが2008年大統領選の共和党予備選挙に出馬した際には、彼の経済顧問を務めた。そこでは、緊縮財政、小さな政府、自由市場を提唱している。